# Bandera de Rellinars
La bandera oficial de Rellinars té la següent descripció:
Bandera apaïsada, de proporcions dos d'alt per tres de llarg, de porpra, amb una banda groga i una barra blanca, cadascuna de gruix 1/6 de l'alçària del drap amb la banda per sobre de la barra, i tres estrelles de sis puntes blanques, de diàmetre 1/6 de l'alçària esmentada, totes tres equidistants de la banda i de la barra, la primera a 1/12 de la vora superior, la segona a 1/18 de la de l'asta i la tercera a 1/18 de la del vol.
Va ser aprovada el 19 de maig de 2003 i publicada en el DOGC el 6 de maig del mateix any amb el número 3900.